# Halblech
Halblech är en kommun i Landkreis Ostallgäu i Regierungsbezirk Schwaben i förbundslandet Bayern i Tyskland.
Kommunen bildades 1 januari 1976 genom en sammanslagning av kommunerna Buching och Trauchgau.